# Карнавальная ночь 2, или 50 лет спустя
«Карнавальная ночь — 2, или 50 лет спустя» — российский комедийно-музыкальный телефильм режиссёра Эльдара Рязанова, посвящённый 50-летнему юбилею его же оригинального фильма «Карнавальная ночь» 1956 года. В некоторой степени является также ремейком и сиквелом оригинала.
Фильм снимался с октября по декабрь 2006 года. Впервые показан на телевидении вечером 1 января 2007 года.
Предпоследняя работа режиссёра.

## Сюжет
В тот самый Дворец культуры, где полвека назад снимался фильм «Карнавальная ночь», приезжает Эльдар Рязанов с предложением о снятии кинокартины «Карнавальная ночь 2, или 50 лет спустя» по написанному им сценарию. Нынешний директор Сергей Сергеевич Кабачков, заменивший на посту товарища Огурцова, категорически против постановки и отказывает Рязанову, так как уже вовсю идёт работа над одноимённым новогодним концертом, который будет транслироваться по Главному телеканалу страны и к которому он сам подбирает номера. Алёна Крылатова и Денис Колечкин, организаторы концерта, узнают об отказе и решают подстроить выступления актёров так, чтобы они соответствовали программе Рязанова, а не Кабачкова.
Внезапно выясняется ещё одно обстоятельство — к привычному самодурству Кабачкова прибавляется угроза полного срыва концерта. Оказывается, здание Дворца культуры целиком куплено каким-то миллионером, который по чистой случайности оказывается старым знакомым Кабачкова, неким Коляном, ставшим теперь помощником вице-спикера Госдумы, крупным инвестором и скупщиком недвижимости. Узнав в директоре своего старого приятеля, он тем не менее своё условие не меняет: освободить помещение следует до Нового года. Сам Кабачков изо всех сил убеждает Коляна не срывать концерт, в котором задействованы прославленные на всю страну артисты, однако деньги Коляна делают своё дело, и Кабачков вынужден пообещать прекратить концерт в два часа ночи, но накануне Нового года повторяются события пятидесятилетней давности: концерт идёт своим чередом, в то время как директор оказывается запертым в кабинке туалета, а любая его попытка помешать проведению концерта кончается лишь очередным унижением.
Кульминационный момент фильма — появление на сцене ОМОНовцев, посланных Коляном для освобождения помещения ДК. Понимая, что эта миссия, как говорится, невыполнима, Колян командует своим ребятам продлить концерт ещё на час. Дополнительное время идёт на пользу делу: капитан отпускает ОМОНовцев и, не удержавшись, сам выходит на сцену поучаствовать в представлении, так что концерт в итоге завершается успешно. Переругавшись со всеми, Колян уходит с праздника ни с чем, а Кабачков, понимая, что лучшее решение сейчас — поддержать программу Рязанова, ей аплодирует и напоследок вспоминает, что есть ещё в этом мире человек, которому он нужен, — его секретарша Маша.
В последнем кадре Кабачков повторяет известную фразу Огурцова из старого фильма: «За всё, что здесь происходило, я лично никакой ответственности не несу», — и от себя добавляет: «Это всё происки Рязанова».

## В ролях
| Актёр                     | Роль                                                                 |
| ------------------------- | -------------------------------------------------------------------- |
| Сергей Маковецкий         | Сергей Сергеевич Кабачков (директор Дворца культуры)                 |
| Алёна Бабенко             | Алёна Крылатова                                                      |
| Сергей Безруков           | Денис Колечкин                                                       |
| Мария Аронова             | Мария Николаевна (Машенька) (секретарь Кабачкова)                    |
| Инна Чурикова             | Инесса Парнасская (врач-стоматолог)                                  |
| Роман Мадянов             | Николай Иванович Добров (Колян) (инвестор, купивший Дворец культуры) |
| Валентин Гафт             | Борис Глебович Перловский (политтехнолог)                            |
| Дмитрий Певцов            | командир ОМОНа                                                       |
| Ольга Остроумова          | Элла (режиссёр Главного телеканала страны)                           |
| Юрий Лактионов            | дядя Юра (слесарь-сантехник)                                         |
| Сергей Мазаев             | Саня Таганско-Краснопресненский (блатной певец)                      |
| Валентина Пономарёва      | Валентина (библиотекарь)                                             |
| Алексей Баталов           | камео                                                                |
| Михаил Державин           | игрок на ложках № 1                                                  |
| Игорь Кваша               | игрок на ложках № 2                                                  |
| Александр Лазарев-старший | игрок на ложках № 3                                                  |
| Олег Басилашвили          | игрок на ложках № 4                                                  |
| Владимир Спиваков         | дирижёр (камео)                                                      |
| Людмила Аринина           | Лиечка (интеллигентная уборщица)                                     |
| Юрий Сучков               | ушастый клоун                                                        |

| Актёр                | Роль                           |
| -------------------- | ------------------------------ |
| Людмила Гурченко     | камео                          |
| Владимир Зельдин     | старый клоун (камео)           |
| Эльдар Рязанов       | камео                          |
| Андрей Седов         | ОМОНовец, стоявший в оцеплении |
| Олег Митяев          | камео                          |
| Сергей Войтенко      | камео                          |
| Георгий Данелия      | камео (нет в титрах)           |
| Татьяна Тарасова     | камео (нет в титрах)           |
| Леонид Рошаль        | камео (нет в титрах)           |
| Николай Дроздов      | камео (нет в титрах)           |
| Александра Пахмутова | камео (нет в титрах)           |
| Николай Добронравов  | камео (нет в титрах)           |
| Георгий Гречко       | камео (нет в титрах)           |
| Владислав Третьяк    | камео (нет в титрах)           |
| Зураб Церетели       | камео (нет в титрах)           |
| Элла Памфилова       | камео (нет в титрах)           |
| Ирина Антонова       | камео (нет в титрах)           |
| Илья Резник          | камео (нет в титрах)           |
| Пётр Тодоровский     | камео (нет в титрах)           |
| Вадим Абдрашитов     | камео (нет в титрах)           |
| Алла Сурикова        | камео (нет в титрах)           |
| Алексей Ванин        | камео (нет в титрах)           |
| Эмма Абайдуллина     | камео (нет в титрах)           |

## Критика
Фильм собрал преимущественно негативные отзывы.
Ирина Петровская:

«Получается чудовищная мешанина, в которой уже непонятно, кто хороший артист, а кто плохой, где серьёзный номер, а где пародия на нынешнюю эстраду и издевательство над нравами современного шоу-бизнеса. <…> …а тот же Николай Николаевич Дроздов одинаково восторженно аплодирует и отстойной поэтессе-стоматологу, и самобытному барду-сантехнику. От всего этого довольно скоро начинает заходить ум за разум. <…> Задумав сделать злую пародию на современную действительность, режиссёр, увы, забыл о той улыбке, с которой человечество расстаётся с прошлым и квитается с настоящим. Она покинула его, несмотря на обещание, данное им полвека назад».